# (162) Laurentia
(162) Laurentia – planetoida z pasa głównego asteroid okrążająca Słońce w ciągu 5 lat i 97 dni w średniej odległości 3,03 j.a. Została odkryta 21 kwietnia 1876 roku w Obserwatorium paryskim przez Prospera Henry’ego. Nazwa planetoidy została nadana na cześć Josepha Jeana Pierre’a Laurenta, francuskiego astronoma amatora, odkrywcy planetoidy (51) Nemausa.